# Jean-Louis Harel
Pour les articles homonymes, voir Harel.
Jean-Louis Harel, né le 9 septembre 1965 à Lillebonne (Seine-Maritime), est un coureur cycliste français.
Il est médaillé de bronze du contre-la-montre par équipes des Jeux olympiques de 1992 à Barcelone,, avec Hervé Boussard, Didier Faivre-Pierret et Philippe Gaumont. Son palmarès compte plus de cent victoires.

## Palmarès
- 1985
  - 4e étape des Trois Jours de Vendée (contre-la-montre)
- 1986
  - 2e étape du Circuit des Mines (contre-la-montre)[5]
- 1987
  - 3e du Critérium du Printemps
- 1988
  - 4e étape du Tour du Tarn-et-Garonne
  - 2e du championnat de France du contre-la-montre par équipes
  - 2e de la Flèche d'or européenne
- 1989
  - Trophée Mavic
  - Paris-Épernay
  - 2e du Grand Prix des Carreleurs
  - 2e du championnat de France du contre-la-montre par équipes
  - 2e du Duo normand (avec Richard Vivien)
  - 3e du Grand Prix des Nations
- 1990
  - Boucles catalanes
  - 2ea étape de Paris-Bourges (contre-la-montre)
  - Trio normand (avec Camille Coualan et Didier Faivre-Pierret)[6]
  - 2e de Paris-Épernay
- 1991
  -  Champion de France du contre-la-montre par équipes
  - Trophée Mavic
- 1992
  -  Médaillé de bronze du contre-la-montre par équipes des Jeux olympiques
  - 3e du Trophée Mavic
- 1993
  -  Champion de France ASPTT[4]
  - Trio normand (avec Camille Coualan et Didier Faivre-Pierret)
  - 2e de Paris-Vailly
  -  Médaillé de bronze du contre-la-montre par équipes aux Jeux méditerranéens
- 1994
  - 5e étape du Circuit des Mines (contre-la-montre)[7]
  - 1re étape du Tour de la Haute-Marne[6]
  - Châteauroux-Tours[6]
  - Trio normand (avec Éric Salvetat et Jean-Michel Lance)
  - 3e de La Tramontane
- 1995
  - Bar-le-Duc-Verdun[6]
  - 3e du Duo normand (avec Grégoire Balland)
- 1996
  - Chrono de Briey[6]
  - 3e du Trio normand
- 1997
  - Grand Prix de Rémilly[6]
  - 2e du Trio normand